# Шевалье, Луи-Эдуард
Луи-Эдуа́рд Шевалье́ (1824—1894) — французский военно-морской историк и офицер.
Написал много книг по морскому делу и истории французского флота: «Marine française et la marine allemande pendant la guerre de 1870—71» (1873; он рассматривает здесь деятельную роль флота во время сухопутной войны); «Histoire de la marine française pendant la guerre de l’indépendance américaine» (1877); «Histoire de la marine française sous la première République» (1886); «Histoire de la marine française sous le premier Empire» (1886), «Histoire de la marine française de 1815 à 1870: faisant suite à l’Histoire de la marine française sous le consulat et l’empire» (опубликовано в 1900) и другие.
Несмотря на то, что каких-либо подробностей его биографии не сохранилось, его труды о французском флоте активно изучались в XX веке (в частности, в нацистской Германии) и переиздаются до сих пор.